# Гигантска акула
Гигантската акула (Cetorhinus maximus) е втората по големина жива риба след китовата акула и е единствен представител, както на своя род гигантски акули (Cetorhinus), така и на семейство гигантски акули (Cetorhinidae).
Най-големият измерен екземпляр е хванат в мрежа за херинга през 1851 година, в залива Фънди, Канада. Общата му дължина е била 12,27 m и е тежал около 19 тона . Някои видове все още надхвърлят 9-10 m, но след години на мащабен риболов, екземпляри от този размер са станали рядкост.

## Разпространение и местообитание
Гигантската акула живее около континенталния шелф и от време на време навлиза в соленоводни води. Може да се открие от повърхността надолу до 910 м най-малко. Предпочита температури от 8 до 14,5 °C. Често се наблюдава близо до сушата, включително в заливи с тесни проходи. Акулата следва концентрациите на планктон във водния стълб, затова често може да се види на повърхността.